# Koisuru Asteroid
Koisuru Asteroid (яп. 恋する小惑星 Койсуру Асутэройдо, «Астероид любви») — манга за авторством Quro, выходящая с января 2017 года в журнале Manga Time Kirara Carat. Премьера анимационного телесериала от студии «Doga Kobo» состоялась в январе 2020 года.

## Сюжет
Когда Мира Конохата была ещё маленькой девочкой, она познакомилась с мальчиком Ао. Тот рассказал ей, что на небе существует звезда с её именем, а вот звезды Ао нет. Ребята обещают друг другу, что когда-нибудь вместе займутся исследованиями космоса и найдут астероид, который назовут в честь Ао.
Несколько лет спустя Мира поступает в старшую школу Хосидзаки и решает вступить в клуб астрономии, чтобы выполнить своё обещание. Тем не менее, она узнаёт, что астрономический кружок будет объединён с геологическим, чтобы сформировать общий клуб природоведения. Расстроенная Мира идёт в здание клуба, где воссоединяется с Ао Манакой — человеком, с которым она мечтала открыть астероид — и шокирована, узнав, что её друг детства — девушка!

## Персонажи
Мира Конохата (яп. 木ノ幡 みら Конохата Мира) — главная героиня. Девушка, которая заинтересовалась астрономией после знакомства с Ао в детстве и намерена открыть с ней астероид. На втором году обучения, после того как руководители клуба заканчивают школу, Мира становится его новым вице-президентом.
Сэйю: Томоё Такаянаги
Ао Манака (яп. 真中 あお Манака Ао) — любительница астрономии, которую Мира ошибочно приняла за мальчика во время их первой встречи. На втором курсе получает должность казначея кружка. Была вынуждена переселиться в дом Миры (так как не хотела расставаться с ней), узнав, что её семья собирается переезжать в другое место.
Сэйю: Мэгуми Ямагути
Мари «Монро» Морино (яп. 森野 真理 Морино Мари) — президент клуба природоведения и бывший президент астрономического кружка. Мечтает стать космонавтом.
Сэйю: Сумирэ Уэсака
Микагэ «Сакура» Сакураи (яп. 桜井 美景 Сакураи Микагэ) — вице-президент клуба природоведения и бывший президент кружка геологии.
Сэйю: Нао Тояма
Май «Ино» Иносэ (яп. 猪瀬 舞 Иносэ Май) — член клуба природоведения и бывший член геологического клуба. Становится новым президентом клуба после ухода Мари и Микагэ.
Сэйю: Мария Сасиде
Миса Конохата (яп. 木ノ幡 みさ Конохата Миса) — президент студенческого совета и старшая сестра Миры.
Сэйю: Май Фучигами
Моэ «Судзу» Судзуя (яп. 鈴矢 萌 Судзуя Моэ) — подруга детства Миры, заведует семейной пекарней вместе с родителями и сестрой.
Сэйю: Рэйна Уэда
Юки Эндо (яп. 遠藤 幸 Эндо: Юки) — советник клуба природоведения.
Сэйю: Линн
Ю «Нана» Нанами (яп. 七海 悠 Нанами Ю:) — девушка, вступившая в клуб природоведения на втором году обучения. С того момента, как её тётя пострадала от наводнения, мечтает заниматься метеорологией, чтобы помогать другим людям.
Сэйю: Сумирэ Морохоси
Тикагэ «Тика» Сакураи (яп. 桜井 千景 Сакураи Тикагэ) — младшая сестра Микагэ, которая присоединяется к клубу вместе с Нанами. Разделяет интерес своей сестры к геологии.
Сэйю: Кономи Кохара
Мэгу Судзуя (яп. 鈴矢 芽 Судзуя Мэгу) — младшая сестра Судзу.
Сэйю: Нацу Йорита
Саюри Ибэ (яп. 伊部 小百合 Ибэ Саюри) — президент клуба журналистики, подруга Иносэ. Не любит, когда её зовут по фамилии, предпочитая прозвище «Ева».
Сэйю: Аой Кога
Аяно Усами (яп. 宇佐美 綾乃 Усами Аяно) — член клуба журналистики, учится с Ао в одном классе.
Сэйю: Мэгуми Накадзима

## Медия

### Манга
Выпускается в мужском журнале «Manga Time Kirara Carat» от издательства Houbunsha с января 2017. Он был выпущен в двух томах танкобонах.
| № | Дата публикации | ISBN                   |
| - | --------------- | ---------------------- |
| 1 | 27 марта 2018   | ISBN 978-4-8322-4936-3 |
| 2 | 27 мая 2019     | ISBN 978-4-8322-7095-4 |
| 3 | 27 февраля 2020 | ISBN 978-4-8322-7167-8 |

### Аниме
Адаптация в виде аниме-сериала была анонсирована в апрельском выпуске журнала Manga Time Kirara Carat 28 февраля 2019 года. Сериал создан на анимационной студии Doga Kobo под руководством режиссера Дайсуке Хирамаки, по сценарию Юка Ямады, с использованием дизайна персонажей от художника Юн Ямазаки. Всё музыкальное сопровождение написано Такуро Ига; открывающую композицию — «Aruite Ikō!» — исполнила Нао Тояма, а завершающую, «Yozora», — Минори Сузуки.
Премьера состоялась 3 января 2020 года на телеканалах AT-X, Tokyo MX, SUN, KBS, TVA, BS11. Сериал также транслируется на сайте Crunchyroll.
| 1 | Обещание «Futari no Yakusoku» (二人の約束)                                          | 3 января 2020   |
| Однажды Мира пообещала мальчику Ао, что назовёт его именем новый астероид. Спустя годы она поступает в старшую школу и узнаёт, что, во-первых, кружок астрономии объединили с геологическим, а во-вторых, Ао на самом деле девушка!                                                   |                                                                                     |                 |
| 2 | Прибрежный Млечный Путь «Kawara no Amanogawa» (河原の天の川)                        | 10 января 2020  |
| Кружок отправляется на барбекю, но не только ради развлечения: геологи хотят собрать образцы минералов, а астрономы — понаблюдать за небесными телами. Вдобавок им нужно придумать, о чём они напишут в первом номере своего журнала «Блеск».                                         |                                                                                     |                 |
| 3 | Драгоценные воспоминания «Omoide wa Takaramono» (思い出はたからもの)                | 17 января 2020  |
| В кружке природоведения, конечно, интересно, но им одним всё не ограничивается. Помимо наблюдения за небесными светилами и поиска минералов, девушки учатся, готовятся к контрольным, зарабатывают деньги и даже ищут сокровища! В общем, жизнь бьёт ключом!                          |                                                                                     |                 |
| 4 | Волнение! Летний лагерь! «Wakuwaku! Natsu Gasshuku!» (わくわく！ 夏合宿!)           | 24 января 2020  |
| Наступило лето, а вместе с ним и внеклассные занятия! Кружок природоведения отправляется на экскурсию в геологический музей и аэрокосмический центр. Может быть, там Ао и Мира найдут подсказку, как им открыть астероид?                                                             |                                                                                     |                 |
| 5 | Кто как отдыхает летом «Sorezore no Natsuyasumi» (それぞれの夏休み)                 | 31 января 2020  |
| В школе пока нет занятий, летний лагерь закончился, так что девочки остались предоставлены сами себе. Чем можно заняться? Например, съездить на пляж или посетить выставку минералов! И не стоит забывать, что культурный фестиваль не за горами.                                     |                                                                                     |                 |
| 6 | Фестиваль в Хосидзаки! «Hoshizaki-sai!» (星咲祭!)                                   | 7 февраля 2020  |
| Кружок природоведения вовсю готовится к фестивалю: геологи пытаются добыть керн с образцами грунта, в то время как астрономы делают своими руками Солнечную систему. И, раз они будут делать кафе, то тут не обойтись без астрономических и геологических угощений!                   |                                                                                     |                 |
| 6.5 | Повтор — Специальный выпуск «Блеска» «KiraKira Tokubetsu-gō» (KiraKira特別号)       | 14 февраля 2020 |
| Мира и Ао обсуждают специальный выпуск журнала, в котором они хотят рассказать о том, чем занимался и будет заниматься их кружок. Использованы эпизоды из предыдущих серий. |                                                                                     |                 |
| 7 | Звёздное небо — это машина времени «Hoshizora wa Taimu Mashin» (星空はタイムマシン) | 21 февраля 2020 |
| Теперь в кружке природоведения всем руководит Ино, хотя ей явно неуютно на новой ответственной должности. К слову, культурный фестиваль не прошёл бесследно — к ним обратились с просьбой провести мероприятие для детей. Самое время Ино продемонстрировать свои лидерские качества! |                                                                                     |                 |
| 8 | Зимний бриллиант «Fuyu no Daiyamondo» (冬のダイヤモンド)                            | 28 февраля 2020 |
| Ино решает взять инициативу в свои руки и участвует в олимпиаде по природоведению. Приближается Новый год — время радости и надежд. Но именно тогда Ао сообщает Мире неприятную новость.                                                                                              |                                                                                     |                 |
| 9 | Истинные чувства «Hontō no Kimochi» (本当の気持ち)                                  | 6 марта 2020    |
| Миса предложила Ао поселиться вместе с Мирой, однако ещё неизвестно, как на это отреагируют родители девочек. К тому же, совместное проживание — это серьёзное испытание даже для близких подруг.                                                                                     |                                                                                     |                 |
| 10 | Дождь и предсказания «Ame Tokidoki Uranai» (雨ときどき占い)                         | 13 марта 2020   |
| После того, как Сакура и Монро закончили школу, в кружке остались лишь Ино, Мира и Ао. А это значит, что им нужно привлечь новых участников! И, похоже, тактика, которую выбрали Мира и Ао, принесла свои плоды. А ещё настало время регистрации на конкурс «Сияющая звезда»!         |                                                                                     |                 |
| 11 | Сияющая звезда «Kiraboshi Charenji!» (きら星チャレンジ!)                            | 20 марта 2020   |
| Мира прибыла на остров Исигаки, где собрались победители конкурса «Сияющая звезда»! Теперь они с Ао будут три дня работать наравне с настоящими астрономами и искать небесные тела. Погодите, Ао тоже приехала?                                                                       |                                                                                     |                 |
| 12 | Соединённый космос «Tsunagaru Uchū» (つながる宇宙)                                  | 27 марта 2020   |
| Первая ночь наблюдений не принесла результатов из-за сильной облачности. Однако девочки не собираются сдаваться, у них есть ещё одна ночь, и к тому же нужно составить презентацию по результатам работы. Может, теперь им улыбнётся удача? Ведь родной кружок болеет за них!         |                                                                                     |                 |